# Bjarni Bjarnason

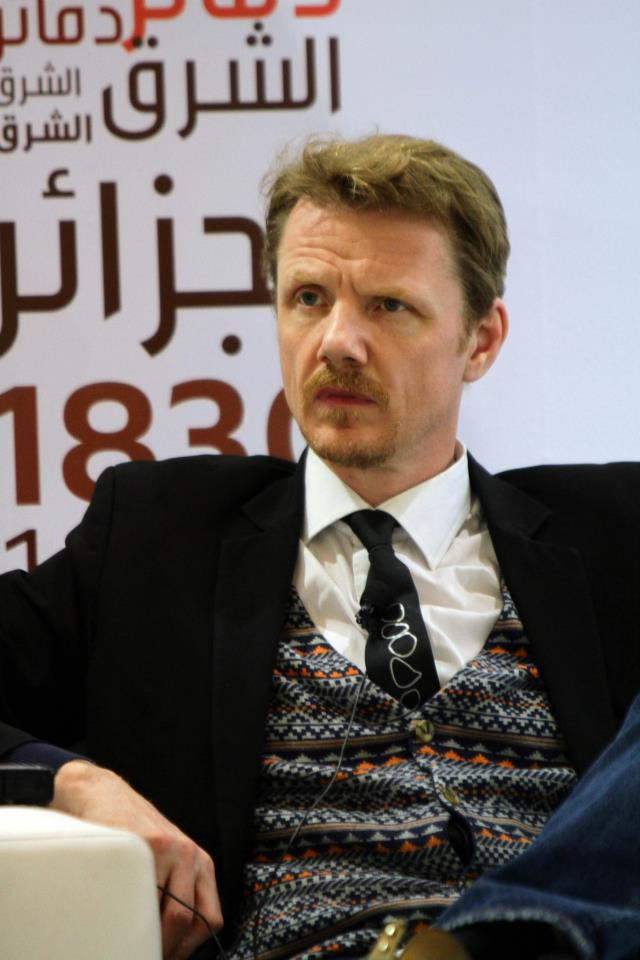
Bjarni Bjarnason auf der Abu Dhabi International Book Fair 2016

Bjarni Bjarnason (* 9. November 1965 in Reykjavík) ist ein isländischer Autor. Zu seinen Werken zählen Lyrikbände, Kurzgeschichten und Romane.
Sein erstes Buch erschien 1989 und war ein Lyrikband mit dem Titel Upphafið. Sein Roman Endurkoma Maríu (deutsch: Die Rückkehr der Jungfrau Maria) war 1996 für den Isländischen Literaturpreis nominiert.

## Werke

### Gedichte
- Upphafið (1989)
- Ótal kraftaverk (1989)
- Urðafjóla (1990)

### Theaterstücke
- Dagurinn í dag (1994)

### Kurzgeschichten
- Í Óralandi (1990)

### Romane
- Til minningar um dauðann (1992)
- Endurkoma Maríu (1996)
  - deutsch: Die Rückkehr der Jungfrau Maria. (Deutsche Übersetzung von Tina Flecken), Tropen Verlag, Stuttgart 2012, ISBN 978-3-608-50122-3.
- Borgin bak við orðin (1998)
- Næturvörður kyrrðarinnar (1999)
- Mannætukonan og maður hennar (2001)
- Andlit (2003)
- Bernharður Núll (2007)
- Leitin að Audrey Hepburn (2009)
- Mannorð (2011)
- Hálfsnert stúlka (2014)
- Læknishúsið (Reykjavík: Veröld, 2018)
- Dúnstúlkan í þokunni (Reykjavík: Veröld, 2023)

### Kinderbücher
- Draugahöndin (2008)